# Борискин, Пётр Никитович
Пётр Никитович (в наградном листе — Николаевич) Борискин (1921—1990) — капитан Советской Армии, участник Великой Отечественной войны, Герой Советского Союза (1945).

## Биография
Пётр Борискин родился 20 июля 1921 года в деревне Асаново в семье крестьянина. В 1937 году он окончил семилетнюю школу, после чего работал помощником тракториста. Переехав в посёлок Оболдино Московской области, работал фрезеровщиком на заводе имени Калинина. В 1940 году был призван на службу в Рабоче-крестьянскую Красную Армию Мытищинским районным военным комиссариатом. Первоначально служил в механизированных подразделениях мотоциклистом. С 11 октября 1941 года — на фронтах Великой Отечественной войны. За время боёв дважды был ранен. В 1943 году Борискин окончил Казанское танковое училище, в январе 1944 года вернулся на фронт. К январю 1945 года младший лейтенант Пётр Борискин командовал танком 87-го отдельного танкового полка 7-й гвардейской кавалерийской дивизии 1-го гвардейского кавалерийского корпуса 1-го Украинского фронта. Отличился во время освобождения Польши и форсировании Одера.
В январе 1945 года во время боёв на подступах к городе Ратибор (ныне — Рацибуж, Польши) экипаж танка под командованием Борискина атаковал противника, прорвавшегося в тыл к советским подразделениям, и уничтожил 2 танка, 1 орудие и около роты немецких солдат и офицеров. 31 января в ходе боёв за овладение плацдармом на западном берегу Одера танк поддерживал действия 27-го гвардейского кавалерийского полка. Когда в районе населённого пункта Бергкух к северу от Ратибора танк подвергся нападению 4 самоходных орудий, экипаж вступил с ними в бой и победил, уничтожил 2 орудия. Когда танк был подбит и загорелся, а экипаж полностью выбыл из строя, раненый Борискин не покинул машину, а остался на посту, пока его командир не приказал ему идти в госпиталь. Не подчинившись приказу, Борискин в составе другого экипажа вернулся на поля боя и огнём из танковой пушки уничтожил 1 танк, 2 БТР, 1 миномётную батарею и около роты вражеских солдат и офицеров.
Указом Президиума Верховного Совета СССР от 27 июня 1945 года за «мужество, отвагу и героизм, проявленные в борьбе с немецко-фашистскими захватчиками» младший лейтенант Пётр Борискин был удостоен высокого звания Героя Советского Союза с вручением ордена Ленина и медали «Золотая Звезда» за номером 7827.
После окончания войны Борискин продолжал службу в Советской Армии. В 1947 году он окончил курсы усовершенствования комсостава. В 1953 году в звании капитана вышел в отставку. Проживал в городе Калининград (ныне — Королёв) Московской области, был начальником рефрижераторных поездов на Московско-Рижском отделении Московской железной дороге. Впоследствии работал в посёлке Локомотивный Солнечногорского района Московской области, а последние годы проживал в Москве. Умер 8 апреля 1990 года. Похоронен на московском Преображенском кладбище.
Был также награждён орденом Отечественной войны 1-й степени и рядом медалей.